# Francesca Comencini
Francesca Comencini (ur. 19 sierpnia 1961 w Rzymie) – włoska reżyserka i scenarzystka filmowa i telewizyjna. Autorka kilkunastu filmów fabularnych, dokumentalnych i telewizyjnych.

## Życiorys
Jedna z czterech córek reżysera Luigiego Comenciniego, mistrza włoskiej komedii filmowej. Siostra reżyserki Cristiny Comencini, scenografki Paoli Comencini i kierowniczki produkcji Eleonory Comencini. 
Uczęszczała do francuskojęzycznego Lycée Chateaubriand w Rzymie, po czym przez dwa lata studiowała filozofię. Ostatecznie rzuciła jednak studia i wyjechała do Paryża, gdzie wkrótce spotkała swojego przyszłego męża, producenta filmowego Daniela Toscan du Plantier. 
Niedługo później, w wieku zaledwie 23 lat, nakręciła swój fabularny debiut Pianoforte (1984). Ta autobiograficzna opowieść o parze zakochanych w sobie narkomanów zwróciła na nią uwagę krytyki i przyniosła Nagrodę im. Vittoria De Siki na 41. MFF w Wenecji. 
Sukcesem okazała się następnie współpraca z ojcem – współtworzyła scenariusz do jego Chłopca z Kalabrii (1987), po czym wyreżyserowała we Francji Blask jeziora (1988) z Nicole Garcią w roli powieściopisarki osiadłej w chatce w prowincjonalnej głuszy i przeżywającej romans z nowo przybyłym mężczyzną.
Jej obraz Lubię tę pracę (2004) zdobył Nagrodę FIPRESCI w sekcji „Panorama” na 54. MFF w Berlinie. Słowa mojego ojca (2001) zaprezentowano w sekcji „Un Certain Regard” na 54. MFF w Cannes. Biała przestrzeń (2009) zdobyła cztery nagrody na 66. MFF w Wenecji. W konkursie głównym na 69. MFF w Wenecji startował jej film Pamiętny dzień (2012), ale spotkał się z chłodnym przyjęciem.
Comencini zasiadała w jury sekcji „Cinéfondation” na 53. MFF w Cannes (2000), w jury konkursu głównego na 60. MFF w Berlinie (2010) oraz w jury sekcji „Horyzonty” na 77. MFF w Wenecji (2020).

## Życie prywatne
Prywatnie Francesca była w latach 1982–1987 żoną francuskiego producenta filmowego Daniela Toscana du Plantier. Miała z nim syna Carla.
Później związała się z kierownikiem produkcji Philippem Dugay, z którym żyła w nieformalnym związku. Ich wspólna córka Camille Dugay Comencini została aktorką.